# Llengües chapacura-wañam
Les família de llengües chapacura-wañám, també dites chapacura-guanán (Moreno Cabrera), chapakura-wanham o simplement chapakura, és un conjunt de llengües indígenes d'Amèrica gairebé extintes parlades a la regió de la frontera entre el Brasil i Bolívia.

## Aspectes històrics, socials i culturals

### Situació actual
En el 2005 sembla que encara es parlen tres llengües chapacura-wañam al sud-est de la conca amazònica del Brasil i Bolívia. Les llengües d'aquesta família es classifiquen genèticament en dos grups, d'una banda el grup de llengües guaporé, i d'altra banda les llengües madeira. Probablement, les dues llengües del grup guaporé ja s'han extingit, així com l'ètnia que parlava kabixí. Dos de les tres llengües del grup madeira es troben en perill d'extinció. La família podria estar integrada també per les llengües chapacura o tapakura, cujuna, cumana (segons Loukotka [1968], sinònim del cautario), mataua, quitemoca o kitema wanham i urunumaca, probablement ja extingides.
La classificació interna del grup ha estat difícil fins a època recent per la falta de dades gramaticals i l'escassetat de materials lèxics. No obstant això, investigadors de la Universitat Federal de Rondônia (Brasil) han treballat intensament des de mitjan dècada de 1990 per a establir una classificació científica.
A través de registres diversos, es té notícia d'altres grups que haurien pertangut a la família chapacura i que van existir fins al segle xx, però que molt probablement han desaparegut o van passar a parlar altres llengües com el chiquitano, el portuguès, el castellà, o llengües de la gran família tupí: abitana, miguelinho i wachi (segons Loukotka, sinònim de chapacura). Diversos autors consideren huanyam (wanham o wañam), abitana i pawumwa com a sinònims.

## Classificació

### Llengües de la família
| Subgrup | Llengua                                                                                              | Dialectes                                                                                        | Cobertura geogràfica                                | Núm. estimat de parlants | Codi ISO/DIS 639-3 |
| ------- | --- | ------------------------------------------------------------------------------------------------ | --------------------------------------------------- | --- | ------------------ |
| Guaporé | Moré (o iteneo, itenez, itene)                                                                       | Itoreauhip                                                                                       | Centre-nord del Beni (Bolívia)                      | Gairebé extingida. Població ètnica 108 (2000). Rodríguez Bazán [2000] reporta 5 parlants majors de 45 años.                                              | [ite]              |
| Guaporé | Kabixí (o pawumwa cabichí, cabishi)                                                                  | Relacionada amb les llengües cujuna, kumaná, mataua, wanham, urunumaca (extingides)              | Vora de Vila Bela, Mato Grosso (Brasil)             | ¿100? (1986) Llengua i ètnia probablement extintes.Eren 300 el 1912                                                                                      | [xbx]              |
| Guaporé | Chapacura (o huachi)                                                                                 |                                                                                                  | Santa Cruz (Bolívia)                                | Llengua i ètnia extintes. | n/a                |
| Guaporé | Herisebocona                                                                                         |                                                                                                  | Santa Cruz (Bolívia)                                | Llengua i ètnia extintes. | n/a                |
| Guaporé | Kitemoca (o quitemo o kitema wanham)                                                                 |                                                                                                  | Santa Cruz (Bolívia)                                | Llengua i ètnia extintes. | n/a                |
| Guaporé | Napeca (o nape)                                                                                      |                                                                                                  | Santa Cruz (Bolívia)                                | Llengua i ètnia extintes. | n/a                |
| Guaporé | Rocorona                                                                                             |                                                                                                  | Santa Cruz (Bolívia)                                | Llengua i ètnia extintes. |                    |
| Madeira | Oro Win                                                                                              |                                                                                                  | Fonts del riu Pacaas Novos, frontera Bolívia-Brasil | Entre 5 i 8 (1998) Gairebé extinta. | [orw]              |
| Madeira | Wari (o pakaásnovos, jaru, uomo, pakaanovas, pacaas-novos, pakaanova, pacahanovo, oro wari, oro mon) | subgrups ètnics amb diferències dialectals: orodão, oroboni, oroin, oroat, ororam i ororamtxiem. | 7 llogarets a Rondônia, Brasil                      | alrededor de 1800 | [pav]              |
| Madeira | Urupá (o txapakura (Rodrigues), itaurupa, uru-pa-in)                                                 | Vegeu Nota 1                                                                                     | Riu Urupá, Rondônia, Brasil                         | 150? (Rodrigues 1986) Gairebé extinta o extinta.No existeix contacte permanent amb l'ètnia. Segons Maldi (1991) s'hauria extingit a meitat del segle xx. | n/a                |
| Madeira | Torá (o Toraz)                                                                                       |                                                                                                  | Baix riu Marmelos, Amazones (Brasil)                | 40 (1990) Gairebé extinta o extinta.Al major nucli Torá existent el 2005 (baix Marmelos) la llengua ja s'havia perdut.                                   | [trz]              |

Nota 1: Gordon [2005] considera aquesta llengua com aïllada
A la llista anterior alguns autors agreguen el migulenho (migueleño) i el kuyubi (cujubim), que altres autors classifiquen com llengües tupí.

### Relació amb altres llengües
No s'ha presentat evidència important de la relació de les llengües chapacuras amb altres llengües Sud-americanes. Loukotka les considera una família sense relació amb les altres.

## Descripció lingüística

### Fonologia
L'inventari fonològic del proto-chapacura reconstruït ve donat per:
|            | Labial      | Alveolar | Palatal | Velar  | Glotal  |
| ---------- | ----------- | -------- | ------- | ------ | ------- |
| oclusiva   | *p, *pʷ     | *t       |         | *k     | *ʔ      |
| africada   |             | *ʦ, *ʣ   | *ʧ      |        |         |
| fricativa  |             |          |         |        | *h, *hʷ |
| nasal      | *m, *mʷ *mʔ | *n *nʔ   | *ɲ      |        |         |
| aproximant |             | *ɾ       | *j      | *w *wʔ |         |

Quant als vocals s'han reconstruït cinc vocals breus /i, e, a, o, o/ i cinc llargues. Les correspondències entre el proto-chapacura i les llengües descendents són:
| Proto- fonema | Canvi i context | Llengües on es dona               |
| ------------- | --------------- | --------------------------------- |
| *p            | h/ $__*o        | MIG, ONA, OMO, NAP, TOR, URU, YAR |
| *t            | ʧ/ $__*i        | ONA, CHA                          |
| *t            | ʧ/ $__*u        | ONA, OWI, CHA, KIT                |
| *t            | s/ $__*i        | CHA, KIT                          |
| *pʷ           | p/ $__          | totes menys MOR i CHA             |
| *mʷ           | m/ $__          | totes menys MOR i CHA             |
| *mʔ           | m/ __$          | totes menys ONA i OMO             |
| *nʔ           | n/ __$          | totes menys ONA i OMO             |
| *wʔ           | w/ __$          | totes menys ONA i OMO             |
| *ʦ            | t/ $__          | MIG, OMO, OWI, CHA, KIT, YAR      |
| *ʦ            | s/ $__          | MOR, TOR                          |
| *ʦ            | ʃ/ $__          | KUY                               |
| *ʦ            | ʦ/ $__          | ONA                               |
| *ʦ            | tʲ/ $__*i       | KIT                               |
| *ʣ            | t/ $__          | MIG, OWI                          |
| *ʣ            | z/ $__          | MOR                               |
| *ʣ            | t/z/ $__        | KUY                               |
| *ʧ            | s/ $__          | CHA, NAP, YAR                     |
| *ʧ            | s/ $__          | OWI                               |
| *ʧ            | ʃ/ $__          | KUY                               |
| *ʧ            | ʃ/ $__*i        | TOR, URU                          |
| *ʧ            | h/ $__*e        | URU                               |
| *ʧ            | t/ $__*u        | OMO                               |
| *ʧ            | t/ʧ/ $__*i      | MIG                               |
| *hʷ           | h/ $__          | MIG, OMO, KIT, NAP, URU, YAR      |
| *tɾ           | tɾ̥/ $__         | OWI, MIG                          |
| *tɾ           | ʦ/s/ $__        | MOR                               |
| *tɾ           | ʃ/ $__          | KUY                               |
| *e            | ɛ               | MOR                               |
| *o            | ɔ               | MOR                               |
| *u            | i               | MIG                               |
| *u            | y               | ONA, OMO, OWI                     |
| *ĭ            | ă               | ONA, OMO, OWI                     |

KIT: Kitemoca
KUY: Kuyubi
MIG: Migueleño
MOR: Moré
NAP: Napeka
OMO: Oro Mon
ONO: Oro Não
OWI: Oro Win
TOR: Tora
URU: Urupa
YAR: Yaru